# José Sixto Verduzco
José Sixto Verduzco è una municipalità dello stato di Michoacán, nel Messico centrale, il cui capoluogo è la località di Pastor Ortiz.
La municipalità conta 25.576 abitanti (2010) e ha un'estensione di 220,44 km².
La municipalità è dedicata a  José Sixto Verduzco, eroe dell'indipendenza messicana.
Nel territorio comunale è presente il villaggio di San José Huipana.